# 豹紋副項鱨
豹紋副項鱨，為輻鰭魚綱鯰形目脂鱨科的其中一種，為熱帶淡水魚，被IUCN列為易危保育類動物，分布於非洲喀麥隆Ntem河流域，體長可達11.2公分，棲息在緩慢流動的河川與潟湖底層水域，以昆蟲幼蟲、甲殼類等為食，生活習性不明。

## 扩展阅读
維基物種上的相關：豹紋副項鱨